# 세포독성 T세포

항원제시(Antigen presentation)는 T 세포(T cell)가 "세포독성" CD8+ 세포나 "보조" CD4+ 세포가 되도록 자극시킨다.

세포독성 T세포(細胞毒性 T細胞, cytotoxic T cell, CD8+, TC), 또는 킬러 T세포(killer T cell)는 림프구의 한 종류이며, 바이러스에 감염된 체세포나 종양 세포를 파괴할 수 있다. 세포독성 T세포는 바이러스 등의 항원에 감염된 세포, 손상되거나 제 기능을 상실한 세포 등을 제거한다. 대부분의 세포독성 T세포는 T세포 수용체(TCR)을 가지고 있어 모든 세포의 표면에 위치한 I형 MHC 분자에 붙어있는 특정한 항원의 펩타이드를 인식할 수 있다. 또한 CD8이라는 당단백질이 세포독성 T세포의 표면에 위치하여 I형 MHC 분자의 불변부위와 결합한다. CD8과 MHC 분자간의 결합은 세포독성 T세포(TC)와 표적 세포간의 결합을 더욱 강하게 만든다. CD8+ T 세포는 일반적으로 면역계에서 미리 정해진 세포독성 활동을 수행하는 것으로 보인다.

## 같이 보기
- 보조 T세포